# Düsseldorf
Düsseldorf (verouderd Nederlands: Dusseldorp) is de hoofdstad van de Duitse deelstaat Noordrijn-Westfalen gelegen aan de Rijn, even ten zuiden van het Ruhrgebied. Düsseldorf is een kreisfreie Stadt. De stad telt 620.523 inwoners (31 december 2020) (zevende stad van de Bondsrepubliek) en heeft een oppervlakte van 217,41 km². Op 31 december 2020 had 26,88% van de inwoners een niet-Duits staatsburgerschap (166.805 niet-Duitsers) en hadden 2.695 inwoners het Nederlandse staatsburgerschap.

## Geschiedenis
De eerste schriftelijke vermelding van Dusseldorp stamt uit het jaar 1135. Tijdens de regering van keizer Frederik I Barbarossa werd het noordelijk van Düsseldorf liggende stadje Kaiserswerth tot goed beschermde buitenpost uitgebouwd. Soldaten observeerden vanuit hier de scheepvaart op de Rijn. Sinds 1929 is Kaiserwerth een wijk van Düsseldorf.
Op 14 augustus 1288 verkreeg Düsseldorf stadsrechten van graaf Adolf V van Berg. Voorafgaand daaraan was er een bloedige strijd geweest tussen de aartsbisschop van Keulen Siegfried van Westerburg en het hertogdom Berg. Het hoogtepunt van deze strijd was de Slag bij Woeringen, die eindigde in een nederlaag voor de strijdkrachten van de aartsbisschop.
In 1385 verklaarden de hertogen van Berg Düsseldorf tot hun residentie. In 1609, na uitsterven van het Guliks-Bergse regentengeslacht werd de stad bezet door de Spaanse generaal Ambrogio Spinola die tot 1614 als keizerlijke commissaris over de stad heerste.

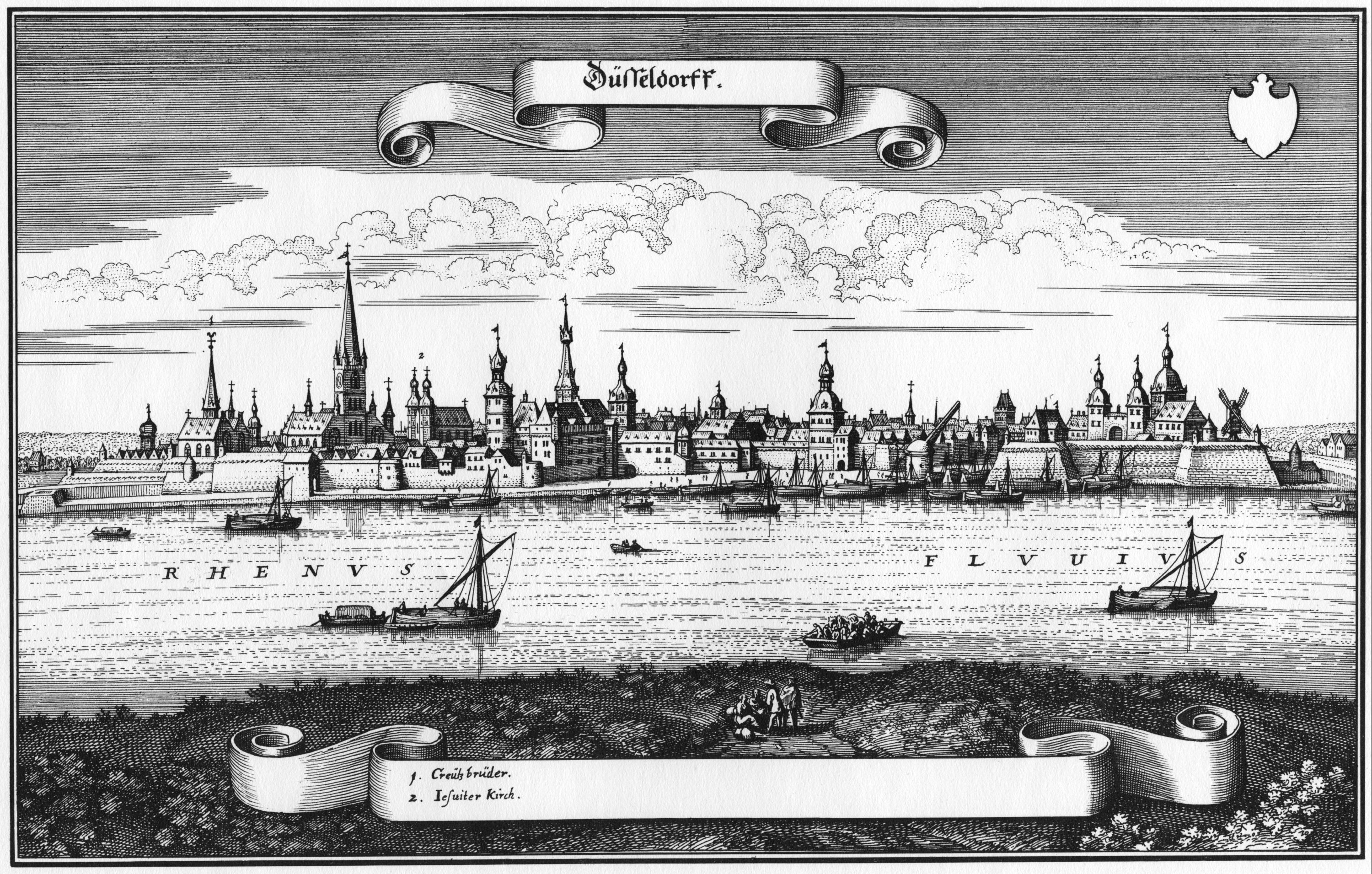
Blik op de stad rond 1647

Na het bijleggen van enkele geschillen rondom de erfopvolging kwam Düsseldorf met het hertogdom Gulik aan het huis Palts-Neuburg. Keurvorst Johan Willem van de Palts koos Düsseldorf tot hoofdresidentie. In deze tijd en ook later onder Karel Theodoor van Beieren groeide de stad behoorlijk. Beide vorsten lieten kastelen bouwen, legden kunstverzamelingen aan en stichtten verschillende instituten. Ook waren zij de grondleggers van de Düsseldorfse wijk Carlstadt.

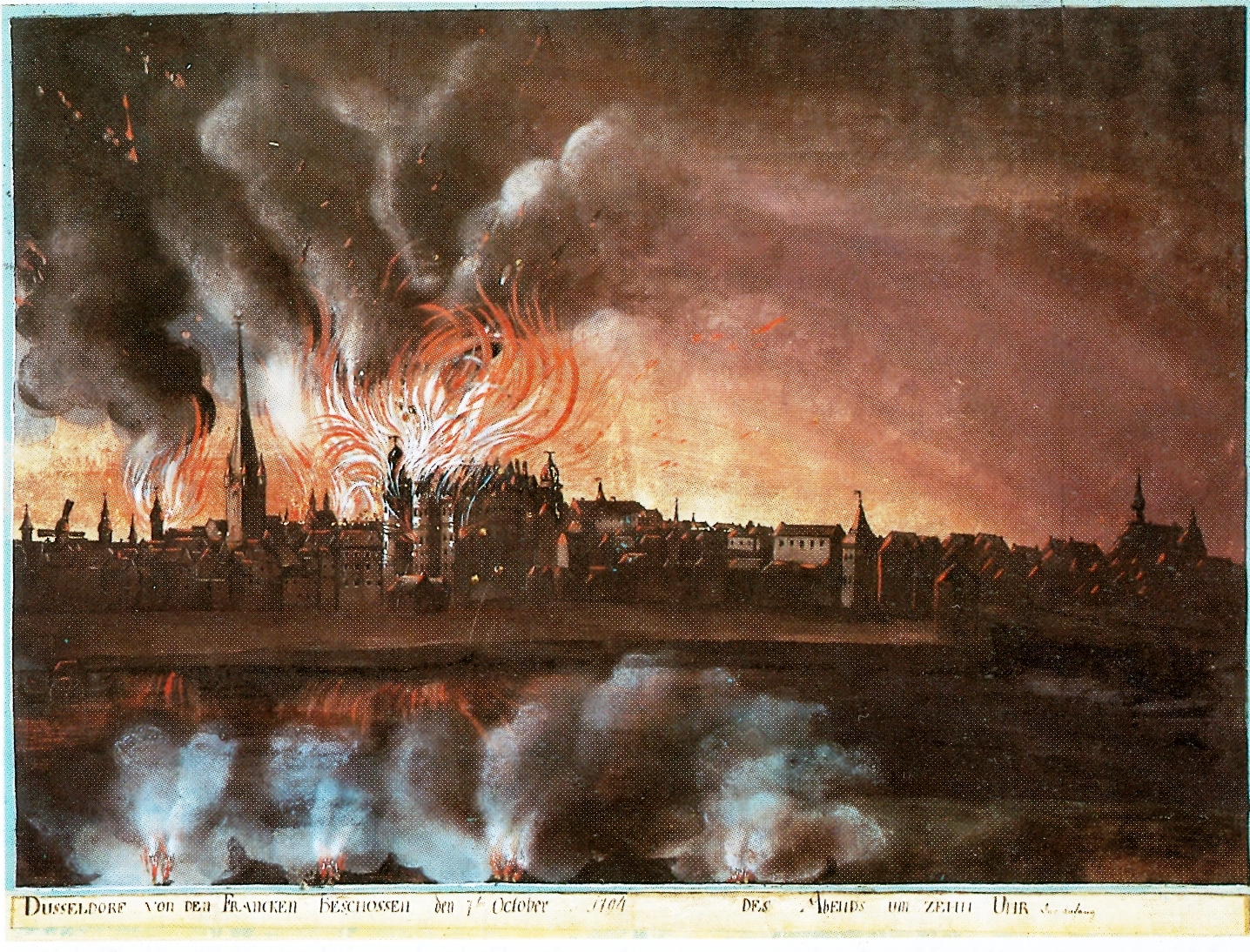
Stadsbrand na de Franse beschieting op 7 oktober 1794

Ook al was de stad sinds 1732 flink gegroeid, toch slaagden de Fransen in 1757 tijdens de Zevenjarige Oorlog om de stad te bezetten. Na een korte verdrijving door Ferdinand van Brunswijk beschoten de Fransen de stad in oktober 1794 vanaf de overzijde van de Rijn waarna een stadsbrand uitbrak. Op 6 september 1795 konden de Fransen zonder noemenswaardige tegenstand Düsseldorf opnieuw innemen en bleven tot de stad na de Vrede van Lunéville in 1801 aan Beieren teruggegeven werd. Na deze teruggave zijn de beschoeiingen afgebroken.
Vanaf 1806 was Düsseldorf hoofdstad van het groothertogdom Berg en kwam samen met deze in 1815 aan Pruisen.

### Wereldoorlogen
Na de Eerste Wereldoorlog was de stad vanaf 8 maart 1921 door Franse en Belgische troepen bezet. Vanuit hier en de buurstad Duisburg begon twee jaar later de bezetting van het Ruhrgebied. Deze eindigde op 1 september 1925 met de ondertekening van het zogeheten Dawesplan, het verdrag dat de herstelbetalingen van Duitsland regelde.
Na de machtsovername van de nationaalsocialisten kwam het in Düsseldorf al op 11 april 1933 tot eerste boekenverbrandingen van door hen niet gewenste literatuur. Onder andere zijn boeken van Heinrich Heine en Erich Kästner door de Hitlerjugend verbrand. Op 10 november 1938 zijn tijdens de Kristallnacht de synagogen in de Kasernenstrasse en in Benrath afgebrand, de joodse bevolking van de stad vervolgd en ten minste acht personen vermoord. Op 27 oktober 1941 reed de eerste trein met Düsseldorfse joden van het station in Derendorf naar de concentratiekampen in het Oosten. In 1944 leefden in ongeveer 400 kampen in Düsseldorf circa 35.000 buitenlandse dwangarbeiders en duizenden oorlogsgevangenen, zoals concentratiekampgevangenen die in de stad dwangarbeid moesten verrichten.
In de Tweede Wereldoorlog vielen in 1940 de eerste bommen op Düsseldorf. De geallieerde luchtaanvallen eisten tot 1945 meer dan 5000 doden onder de burgerbevolking. Ongeveer de helft van de gebouwen was vernietigd, rond 90 procent beschadigd. Alle Rijnbruggen, de meeste straten, dijken, rioleringen waren onbruikbaar of vernietigd. De puinberg is op circa tien miljoen kubieke meter geschat. In april 1945, kort voor het einde van de oorlog probeerden een paar burgers de leidende nationaalsocialisten vast te zetten en de stad zonder strijd aan de geallieerden te overhandigen. Deze poging ging grotendeels mis. Een vijftal personen werd standrechtelijk doodgeschoten. Op 17 april 1945 is Düsseldorf door de Amerikaanse troepen vrijwel zonder gevechten ingenomen.

## Geografie
Düsseldorf ligt in het midden van de Rijnvlakte, overwegend aan de rechteroever van de rivier de Rijn. Alleen de wijken Düsseldorf-Oberkassel, Düsseldorf-Niederkassel, Düsseldorf-Heerdt en Düsseldorf-Lörick liggen aan de linker Rijnoever. De stad dankt haar naam (Düssel-dorf) aan het riviertje de Düssel, dat hier in de Rijn uitmondt.
Düsseldorf maakt deel uit van het Metropoolgebied Rijn-Ruhr. De agglomeratie Rhein-Ruhr is een van de grootste industriegebieden in Europa en het grootste in Duitsland. Het hoogste punt in het stadsgebied is gelegen in de wijk Düsseldorf-Hubbelrath en wordt gevormd door de 165 meter hoge Sandberg. Het laagste punt is de monding van de beek 'Schwarzbach' in de Rijn bij Düsseldorf-Wittlaer met 28 m boven Normalnull.

### Stadsgebied
Het stadsgebied van Düsseldorf bestaat uit tien stadsdistricten die in 49 wijken zijn onder te verdelen. Elk district heeft een districtvertegenwoordiging bestaande uit 19 leden. Deze worden bij de gemeenteraadsverkiezingen gekozen. De tien stadsdistricten met hun bijhorende wijken zijn:
| - District 1: Altstadt, Carlstadt, Derendorf, Golzheim, Pempelfort, Stadtmitte - District 2: Düsseltal, Flingern-Nord, Flingern-Süd - District 3: Bilk, Flehe, Friedrichstadt, Hafen, Hamm, Oberbilk, Unterbilk, Volmerswerth - District 4: Heerdt, Lörick, Niederkassel, Oberkassel - District 5: Angermund, Kaiserswerth, Kalkum, Lohausen, Stockum, Wittlaer | - District 6: Lichtenbroich, Mörsenbroich, Rath, Unterrath - District 7: Gerresheim, Grafenberg, Hubbelrath, Ludenberg - District 8: Eller, Lierenfeld, Unterbach, Vennhausen - District 9: Benrath, Hassels, Himmelgeist, Holthausen, Itter, Reisholz, Urdenbach, Wersten - District 10: Garath, Hellerhof |

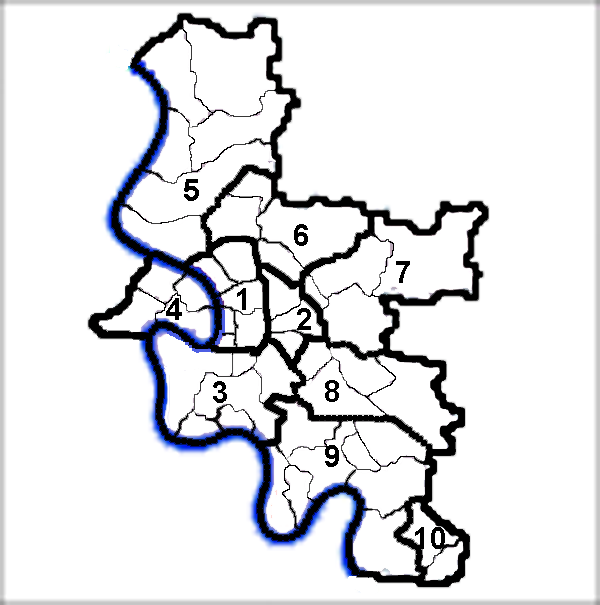
Districten in Düsseldorf

### Naburige steden
De stad Düsseldorf grenst in het noorden aan de steden Duisburg en Ratingen, in het oosten aan de steden Mettmann, Erkrath en Hilden, in het zuiden aan de steden Langenfeld en Monheim am Rhein. Ten westen van Düsseldorf liggen de steden Neuss en Meerbusch.

## Politiek
Aan de top van de stad Düsseldorf stonden in de 13e eeuw de schepenen. Zij waren tot 1806 de hoogste en machtigste klasse in het stadsbestuur. Sinds 1303 stond aan de top een burgemeester, die in het begin uit de rijen van de schepenen kwam. Onder hem stond een gemeenteraad. Zijn leden waren of op levenstijd gekozen (Alter Rat), of jaarlijks opnieuw bepaald (Junger Rat). Maar ook de hertog had zijn vertegenwoordiger in de vorm van een schout, hij had de titel Amtmann. Van een democratisch gekozen volksbestuur kon er echter geen sprake zijn.
In de tijd van de Franse bezetting berustte het bestuur bij de Munizipalrat. Vanaf 1815 bij een gemeenteraad met 30 leden. In 1856 is de Rheinische Städteordnung ingevoerd, die voortaan het gemeentebestuur regelde.
Tijdens de nationaalsocialistische tijd benoemde de NSDAP de burgemeester. Na de Tweede Wereldoorlog zorgde het Britse militaire bestuur voor een nieuwe gemeentewetgeving naar Brits voorbeeld, met een gekozen “Rat der Stadt”. Sinds 1999 wordt de burgemeester rechtstreeks gekozen.

### Burgemeesters sinds 1815
| | |
| - 1815–1820: Engelbert Schramm - 1820–1822: Lambert Josten - 1822–1824: Joseph Molitor - 1824: Leopold Custodis - 1824-1828: Friedrich Adolf Klüber - 1828–1833: Philipp Schöller - 1833–1848: Joseph von Fuchsius - 1848–1849: Wilhelm Dietze - 1849: Ludwig Viktor Graf von Villers - 1849–1876: Ludwig Hammers - 1876–1886: Friedrich Wilhelm Becker - 1886–1899: Ernst Lindemann - 1899–1910: Wilhelm Marx - 1911–1919: Adalbert Oehler - 1919–1924: Emil Köttgen - 1924–1933: Robert Lehr (DNVP) - 1933–1937: Hans Wagenführ (NSDAP) - 1937: Otto Liederley (NSDAP) - 1937–1939: Helmut Otto (NSDAP) | - 1939–1945: Carl Haidn (NSDAP) - 1945: Werner Keyßner (NSDAP) - 1945: Dr. Wilhelm Fullenbach - 1945–1946: Walter Kolb (SPD) - 1946–1947: Karl Arnold (CDU) - 1947–1959: Josef Gockeln (CDU) - 1956–1959: Georg Glock (SPD) - 1960–1961: Willi Becker (SPD) - 1961: Fritz Vomfelde (CDU) - 1961–1964: Peter Müller (CDU) - 1964–1974: Willi Becker (SPD) - 1974–1979: Klaus Bungert (SPD) - 1979–1984: Josef Kürten (CDU) - 1984–1994: Klaus Bungert (SPD) - 1994–1999: Marie-Luise Smeets (SPD) - 1999–2008: Joachim Erwin (CDU) - 2008-2014: Dirk Elbers (CDU) - 2014–2020: Thomas Geisel (SPD) - 2020-heden: Stephan Keller (CDU) |

### Stadsraad – actuele zetelverdeling
|      | CDU | SPD | GRÜNE | FDP | Die Linke | AfD | Andere partijen | Totaal |
| 2020 | 30  | 16  | 22    | 8   | 4         | 3   | 7               | 90     |

- leden van de raad

### Wapen
Het oorspronkelijke wapen van de stad Düsseldorf – alleen met een anker stamt uit de tijd dat zij haar stadsrechten verkreeg. Het anker verwijst naar de relatie van de stad en haar burgers met de Rijnscheepvaart. Sinds het einde van de 17e eeuw kwam er naast dit eenvoudige wapen nog een tweede bij, gemaakt naar het voorbeeld van het zegel van het schepencollege. Het liet de “Bergische leeuw”, het wapen van de hertogen van Berg, met een anker in zijn klauwen. Rond het midden van de 18e eeuw verdween het oude wapen ten gunste van dit nieuwe. Na meerdere veranderingen kreeg het wapen van de heraldicus Otto Hupp in 1938 zijn huidige vorm.

### Stedenbanden
De gemeente Düsseldorf kent vele jumelages, ook aangeduid met het begrip partnerstad. De gemeenten waarmee Düsseldorf in vriendschap is verbonden, zijn:
- Reading (Verenigd Koninkrijk), sinds 1988 officieel, maar al sinds 1947 vele contacten
- Chemnitz (Duitsland, toen DDR), sinds 1988
- Haifa (Israël), officieel sinds 1988, echter sinds 1978 veel vriendschappelijke contacten
- Warschau (Polen), sinds 1989
- Moskou (Rusland), sinds 1992, verbroken na begin van Russische oorlog tegen Oekraïne in 2022
- Chongqing (China), sinds 2004
- Palermo (Italië), sinds 2015
- Prefectuur Chiba (Japan), sinds 2019
- Tsjernivtsi (Oekraïne), sinds 2022

Daarnaast worden met onderstaande gemeenten vriendschapsbanden onderhouden. Deze gemeenten zijn:
- Lillehammer (Noorwegen), sinds 1970 vriendschappelijke relaties
- Palma de Mallorca (Spanje), sinds 2003 vriendschappelijke relaties

## Economie

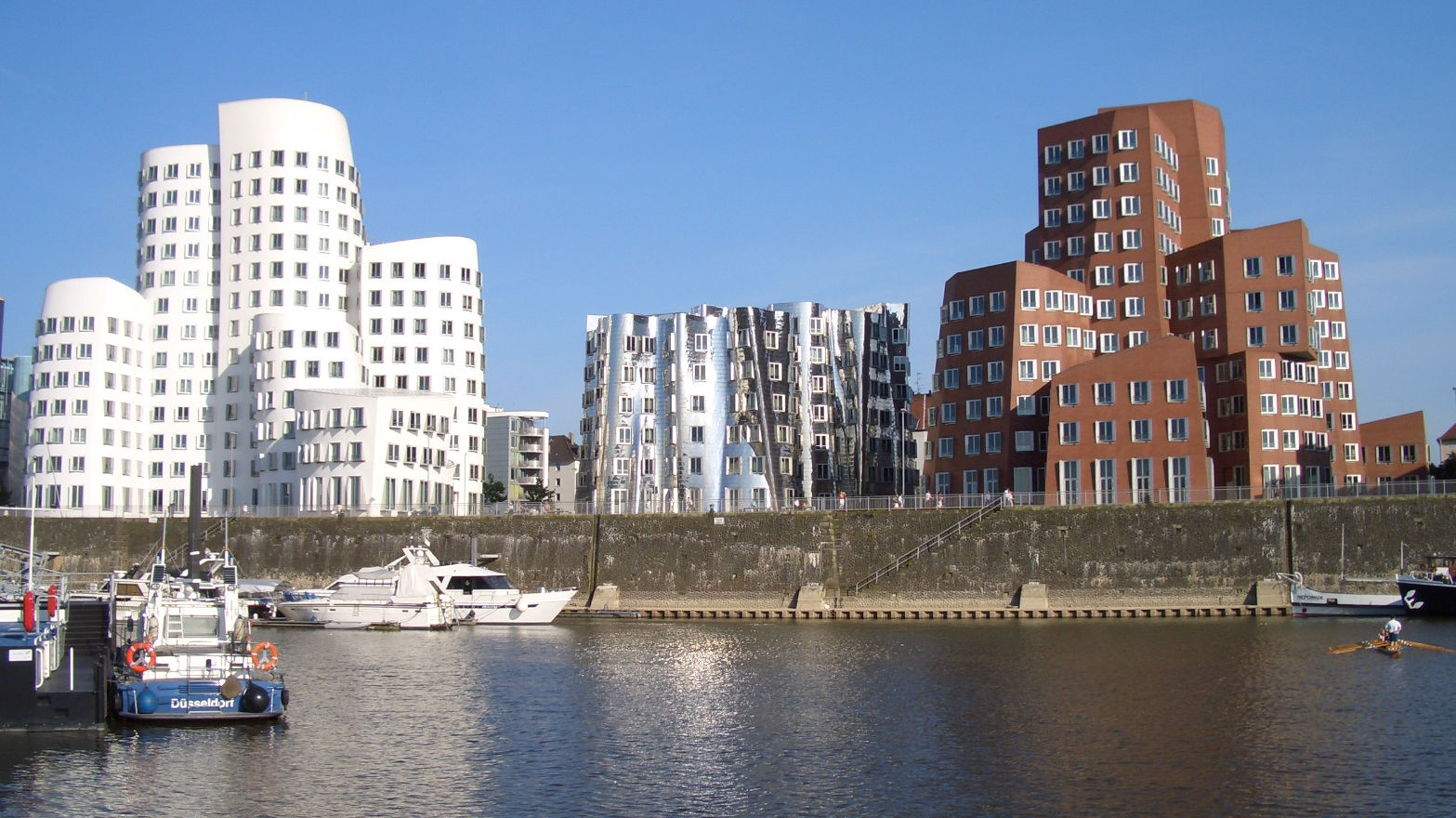
Kantoorgebouwen door Frank Gehry

Düsseldorf kent een sterke economische bedrijvigheid in het kerngebied Rhein-Ruhr. Wat haar economische productiviteit betreft en bij de groeiprognoses neemt de stad in Duitsland de eerste plaats in. Redenen hiervoor zijn naast de centrale ligging ook de nabijheid van de op drie na grootste luchthaven (luchthaven Düsseldorf International) in Duitsland en de internationaal bekende Messe Düsseldorf.
Düsseldorf is bekend als centrum voor reclame, Europese patenten, telecommunicatie en bedrijfsadvisering. Ook is Düsseldorf stad van de mode. Er vindt elk jaar de grootste modebeurs van de wereld plaats, de "Collections Premieren Düsseldorf" (CPD). Düsseldorf neemt naast Frankfurt de tweede plaats als bankenstad en bij de beurshandel in. De stad huisvest internationale ondernemingen, zoals:
- Vodafone
- Metro AG
- ThyssenKrupp
- E.ON
- Rheinmetall
- Henkel
- Degussa
- WestLB

## Little Tokyo

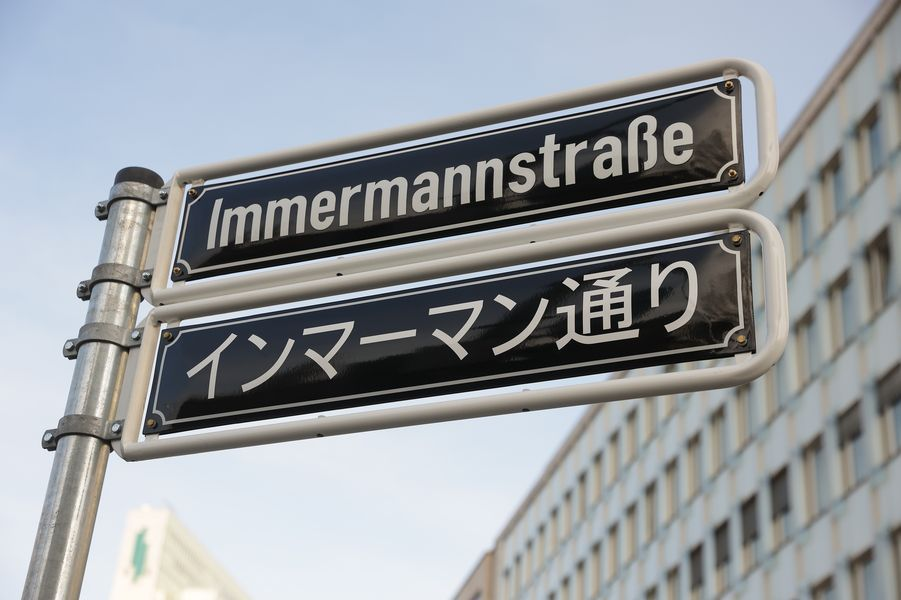
Tweetalige straatnaamboden in Düsseldorf (Japans en Duits)

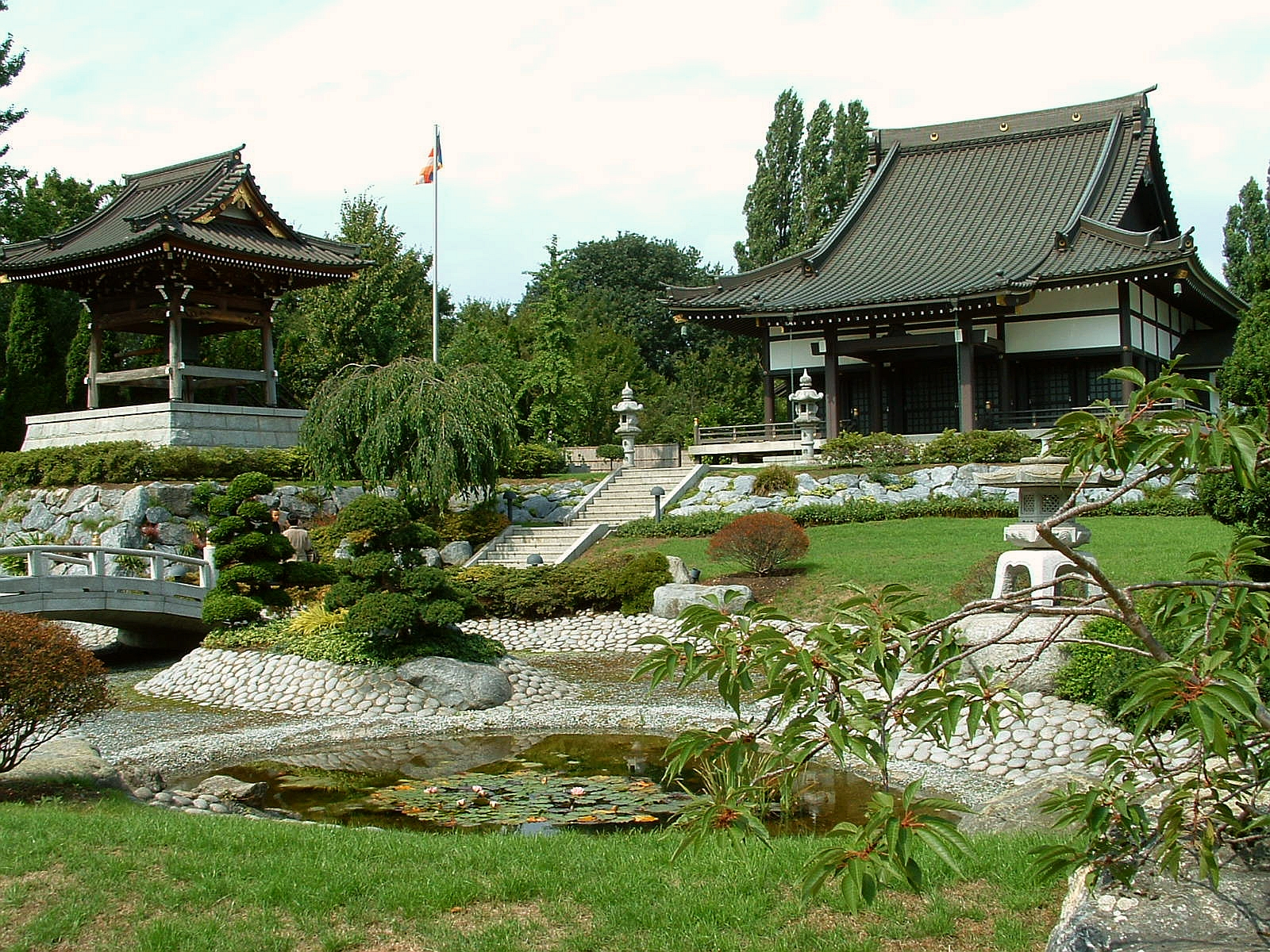
Eko huis de Japanse cultuur

Na de Tweede Wereldoorlog gaven veel Japanse banken en andere bedrijven de voorkeur aan Düsseldorf wegens de centrale ligging en nabijheid van het Ruhrgebied en streken hier neer. Dit leidde tot het ontstaan van de grootste Japanse gemeenschap in Duitsland. Nabij het centraal station, rond de Immermannstraße en een aantal zijstraten, bevinden zich hierdoor veel Japanse winkels en restaurants, wat het gebied de bijnaam ´Little Tokyo´ heeft opgeleverd. Ook bevinden zich er een aantal Chinese en Koreaanse winkels en restaurants. De sojasaus Kikkoman of de ramenketen Takumi kwam van Düsseldorf, die werd uitgevonden door Japanse gastarbeiders.
De Eko-Huis in Düsseldorf-Niederkassel werd gebouwd in 1993 en is de grootste Japanse tempel in Europa. Naast een tempel worden ook een Japanse tuin en een Japanse kleuterschool bewaard. De Japan-dag vindt elk jaar plaats in Düsseldorf, waar meer dan 600.000 bezoekers komen. Tijdens deze dag wordt het culturele aanbod van Japan gedeeld en "s avonds vindt het vuurwerk plaats op de Rijnoever.

## Cultuur

### Bezienswaardigheden

#### Theater

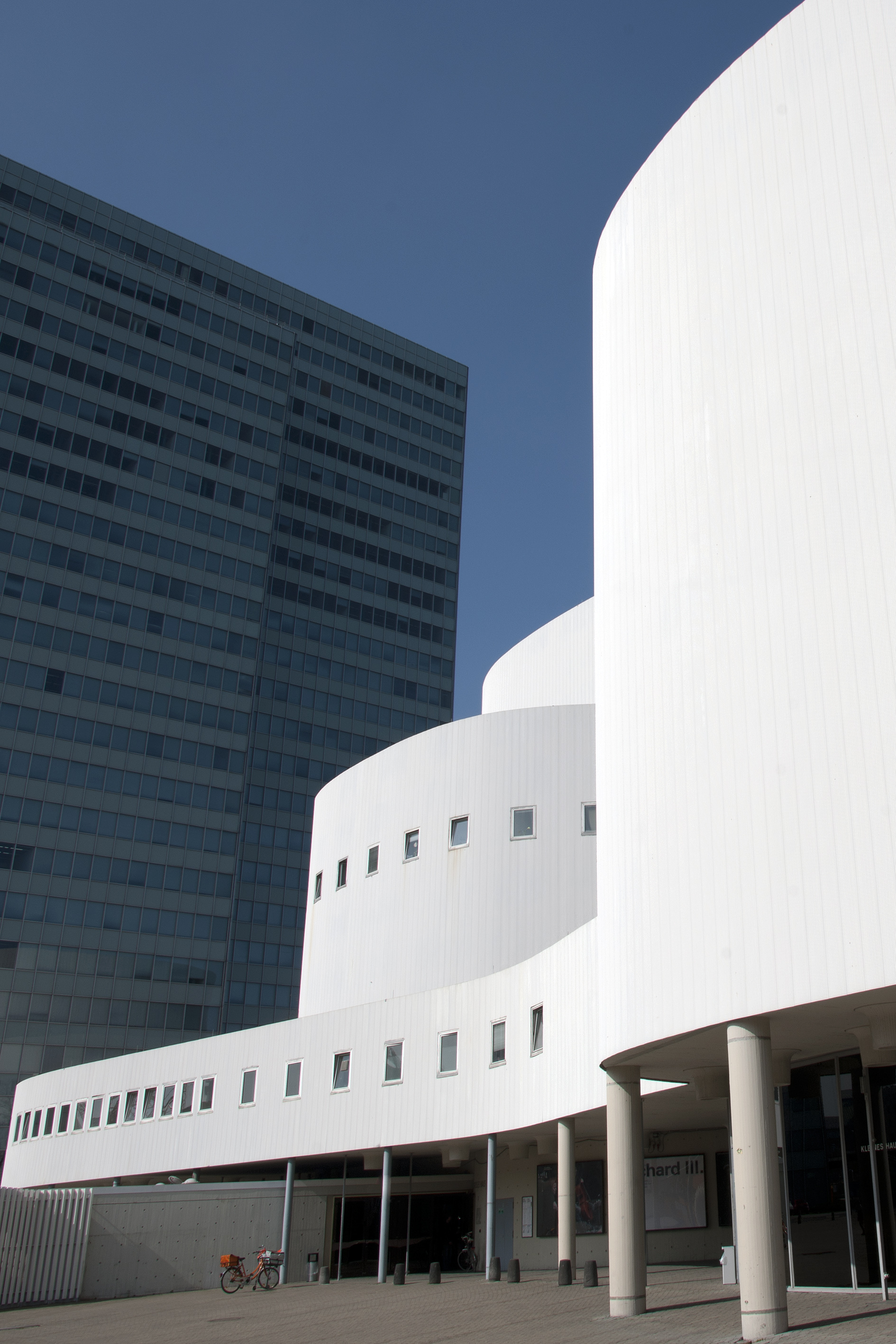
Düsseldorfer Schauspielhaus (Theater)

- Deutsche Oper am Rhein (Opera, Operette, Ballet)
- Düsseldorfer Marionetten-Theater
- Düsseldorfer Schauspielhaus
- FFT – Forum Freies Theater (Junges Theater und Kammerspiele)
- Jazz Schmiede
- Das Kommödchen
- Komödie Düsseldorf (Boulevardtheater)
- Musiktheater Capitol (Musical)
- NEMO – Pantomime
- Roncalli's Apollo-Variété
- Savoy-Theater
- Palais Wittgenstein
- Tanzhaus NRW
- Theater Glorreich
- Theateratelier Takelgarn
- Theater Flin
- Tonhalle Düsseldorf (Klassiek, Jazz, Pop, Cabaret)
- Puppentheater an der Helmholtzstraße
- Theater an der Kö
- Theater an der Luegallee
- Zakk – Zentrum für Aktion, Kultur en Kommunikation

#### Musea en tentoonstellingen
- Akademie-Galerie
- Aquazoo-Löbbecke-Museum

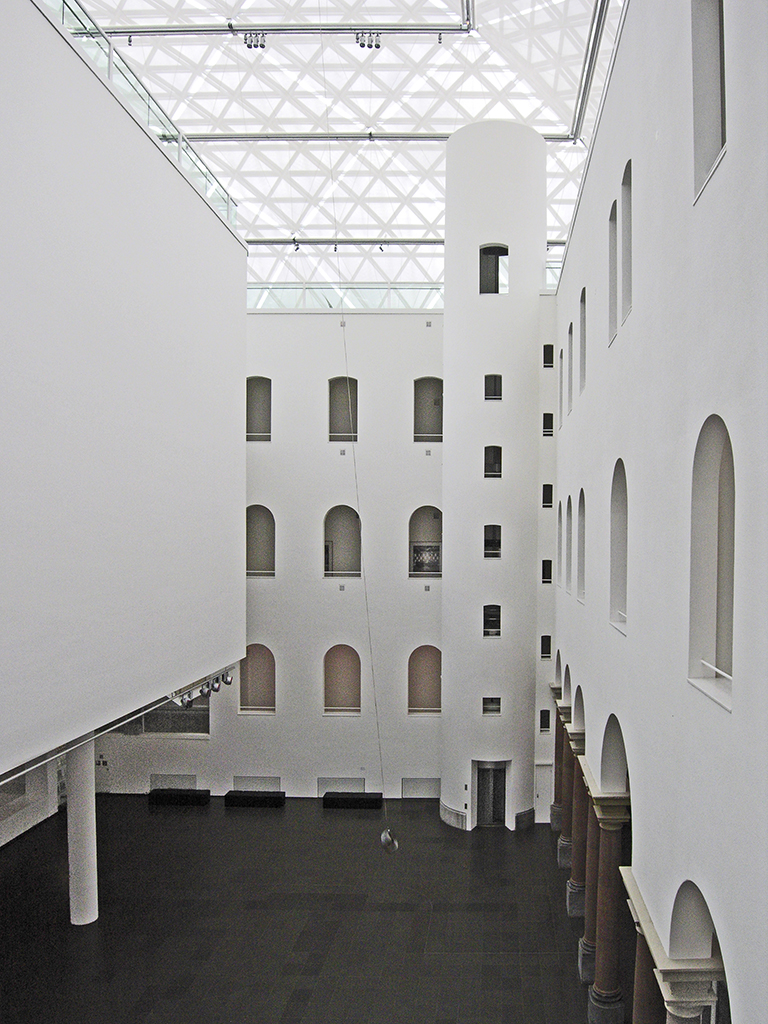
Museum K21

- BRAUSE – Vereinsheim des Metzgerei Schnitzel Kunstvereins e.V.
- Comtoise Uhren Museum
- damenundherren e.v (opgeheven in 2023)
- Elvis-Presley-Museum (2011-2013)
- Filmmuseum
- Forum NRW
- Goethe-Museum
- Heinrich-Heine-Institut
- Hetjens-Museum (Deutsches Keramik-Museum)
- Institut Français Düsseldorf
- Interim – Arbeitsraum en Präsentationsraum junger Kulturschaffender
- Julia Stoschek Collection
- KAI 10 | Raum für Kunst
- Kulturbahnhof Eller
- Kunstarchiv Kaiserswerth
- Kunstbüro Düsseldorf
- Kunsthalle Düsseldorf
- Künstlerverein Malkasten
- Kunstraum Düsseldorf
- Kunstsammlung Nordrhein-Westfalen – K20 (Grabbeplatz) en K21 (Ständehaus)
- Kunstverein für die Rheinlande en Westfalen
- Kunst im Tunnel
- LADEN – GEDAN (Off-Space)
- Museum Kunstpalast
- Mahn- en Gedenkstätte Düsseldorf
- plan.d – Produzentengalerie
- Polnisches Institut Düsseldorf
- Reinraum e.v. – Verein zur Förderung von Kunst en Kultur
- Schifffahrt-Museum im Schlossturm
- Senfmuseum
- Stadtmuseum
- Stiftung Schloss en Park Benrath – Museum voor Europese tuinkunst
- Theatermuseum

#### Beeldende kunst
Düsseldorf was is van oudsher een centrum voor schilderkunst. Onder keurvorst Johan Willem van de Palts werd een kunstgalerie opgericht, die vooral met werken van Rubens de grondsteen van de huidige Alte Pinakothek in München legde. In de 19e eeuw had de Düsseldorfer Malerschule (Oswald Achenbach) grote invloed op de schilderkunst. Te noemen is ook de groep Das Junge Rheinland, die in de Weimarer tijd actief was. Na de Tweede Wereldoorlog drukte Joseph Beuys zijn stempel op de kunstscene in Düsseldorf. Tot op heden zijn in Düsseldorf kunstenaars actief, zoals voorheen Markus Lüpertz, die rector was tot 2009 van de Kunstacademie Düsseldorf.

#### Bouwwerken
Een van de drukste winkelstraten van Duitsland is de Schadowstraße in Düsseldorf. Maar bekender, vooral om haar stedenbouwkundig karakter en exclusieve winkels is de Königsallee, ook kort "die Kö". In haar midden loopt het stadskanaal. Hier vindt men ook het meest treffende kenmerk van de Kö, de Tritonengruppe. Op de Königsallee rijden ook veel exclusieve auto's.
In de Altstadt kan men hier en daar nog oude, onder monumentenzorg staande huizen vinden. Echte historische centra zijn alleen nog in de wijken Kaiserswerth en Gerresheim te vinden. Hierna volgt een lijst van bouwwerken van de stad (chronologisch):

##### Burchtenenkastelen

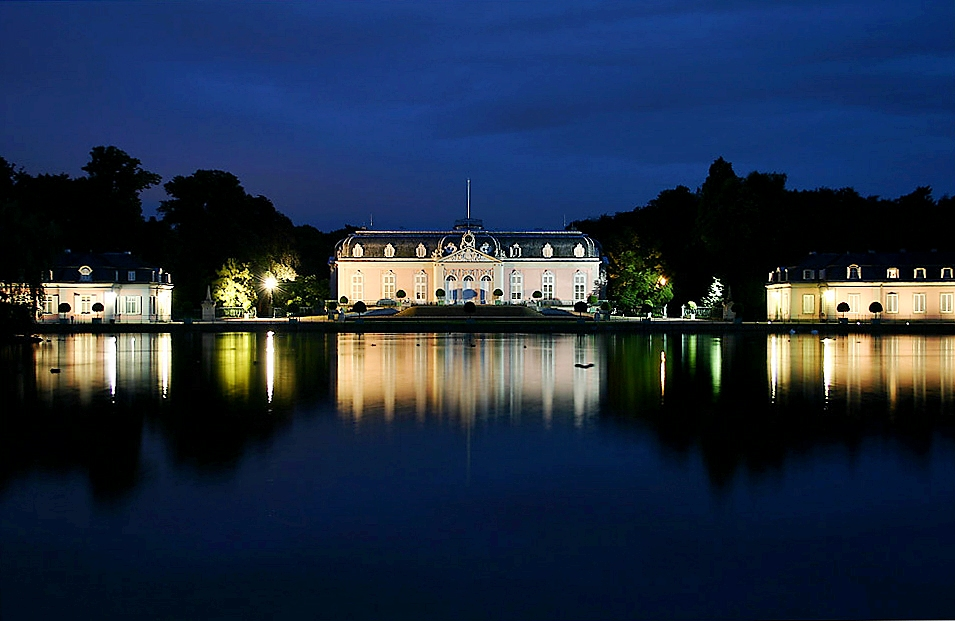
Schloss Benrath

- Ruïne van de Kaiserpfalz in Kaiserswerth, gebouwd van 1174 tot 1184. In 1702 is deze door Franse troepen in de Spaanse Successieoorlog vernietigd.
- Kasteeltoren, “Wahrzeichen“ van de stad, oorspronkelijk in gotische stijl, opgebouwd in de 19e eeuw door de architect Rudolf Wiegmann tot een renaissancegebouw in Italiaanse stijl. Het eigenlijk bij de toren horende kasteel uit de 13e, 16e en 19e eeuw is door een brand in 1872 vernietigd.
- Burg Angermund, gebouwd 14e eeuw
- Schloss Eller, gebouwd 14e eeuw, 1826 en 1902
- Schloss Benrath, gebouwd 17e en 18e eeuw
- Schloss Kalkum, gebouwd 18e eeuw, 1810 tot 1812
- Schloss Mickeln, Himmelgeist, gebouwd 1843
- Schloss Jägerhof, gebouwd 1800, nu Goethe-Museum
- Schloss Garath
- Schloss Heltorf, vermeld eind 12e eeuw

##### Historische kerken
- Altstadt en Carlstadt:

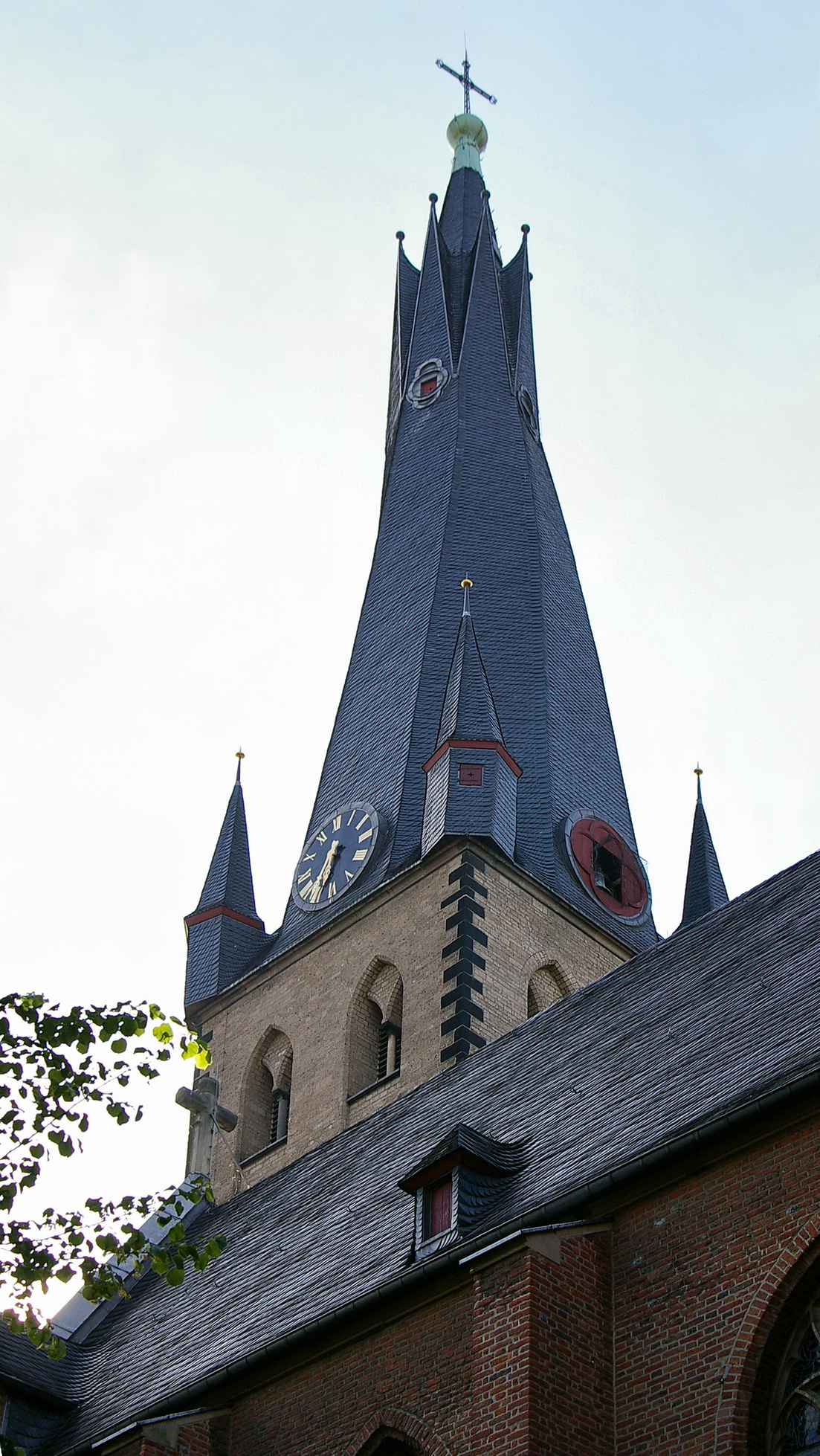
De gedraaide toren van de St. Lambertus

  - St. Lambertus (kath.), Stiftsplatz 1, gotische stijl, sinds 1974 pauselijke Basilica minor, gebouwd 1288-1394, inzegening 13 juli 1394
  - Kreuzherrenkirche, Ursulinengasse 6, gebouwd 1445 tot 1455
  - St. Andreas (kath.), Andreasstraße 10, barokke stijl, gebouwd 1622 tot 1629,
  - Ev. Lutherkirche, Altstadt, Bergerstraße 18b, gebouwd 1683 tot 1687, eerste kerk van de lutherse gemeente
  - Neanderkirche, Altstadt, Bolkerstraße 36, gebouwd 1683 tot 1687, eerste kerk van de gereformeerde gemeente
  - St. Maximilian (kath.) „Maxkirche“, Schulstraße 11-15 en Citadellstraße 2, gebouwd 1735 tot 1743
- andere wijken:
  - Alt St. Martin (kath.), Bilk, gebouwd einde 12e eeuw, oudste kerk in het stadsgebied
  - St. Suitbertus (kath.), Kaiserswerth, sinds 1967 pauselijke Basilica minor, gebouwd 11e tot 13e eeuw
  - St. Nikolaus (kath.), Himmelgeist, gebouwd 11e tot 13e eeuw
  - Stiftskirche St. Magaretha (kath.), Gerresheim, gebouwd 1220 tot 1240
  - Ev. Johanneskirche, Stadtmitte, gebouwd 1875 tot 1881

##### Andere historische bouwwerken (voor 1950)
- Das Lieferhaus, oudste huis in Düsseldorf uit het jaar 1288, Altstadt, Liefergasse
- De Kasteeltoren, gebouwd ca. 1386, Altstadt
- Stadhuis uit het jaar 1570-73, Altstadt
- Marktplaats met Jan-Wellem-Denkmal (1712, de Grupello), Altstadt
- Ratinger Tor, Altstadt, gebouwd 1811 tot 1815
- ‘Ständehaus’, Unterbilk, gebouwd 1876 tot 1880, 1949 tot 1988 Landtagsgebäude, heute Kunstsammlung NRW K21
- Tonhalle, gebouwd 1925/1926, Wilhelm Kreis
- Warenhuis Kaufhof an der Kö (voormalig L. Tietz), 1906-1908, Joseph Maria Olbrich
- (voormalig) bestuursgebouw van de „Mannesmannröhren-Werke AG”, Vodafone-Ufer, 1912
- Carsch-Haus, 1915
- Wilhelm-Marx-Haus, Stadtmitte, gebouwd 1922 tot 1924, wordt als eerste ‚echte’ wolkenkrabber van Duitsland gezien, Wilhelm Kreis
- Ensemble rond de Ehrenhof, Pempelfort, gebouwd 1925 tot 1926 voor de tentoonstelling ‘Gesundheitspflege, soziale Fürsorge en Leibesübungen’, kort "GeSoLei", Wilhelm Kreis, Aurora von Arno Breker
- Hauptbahnhof, jaren 1920 en 1930

##### Moderne en postmoderne gebouwen

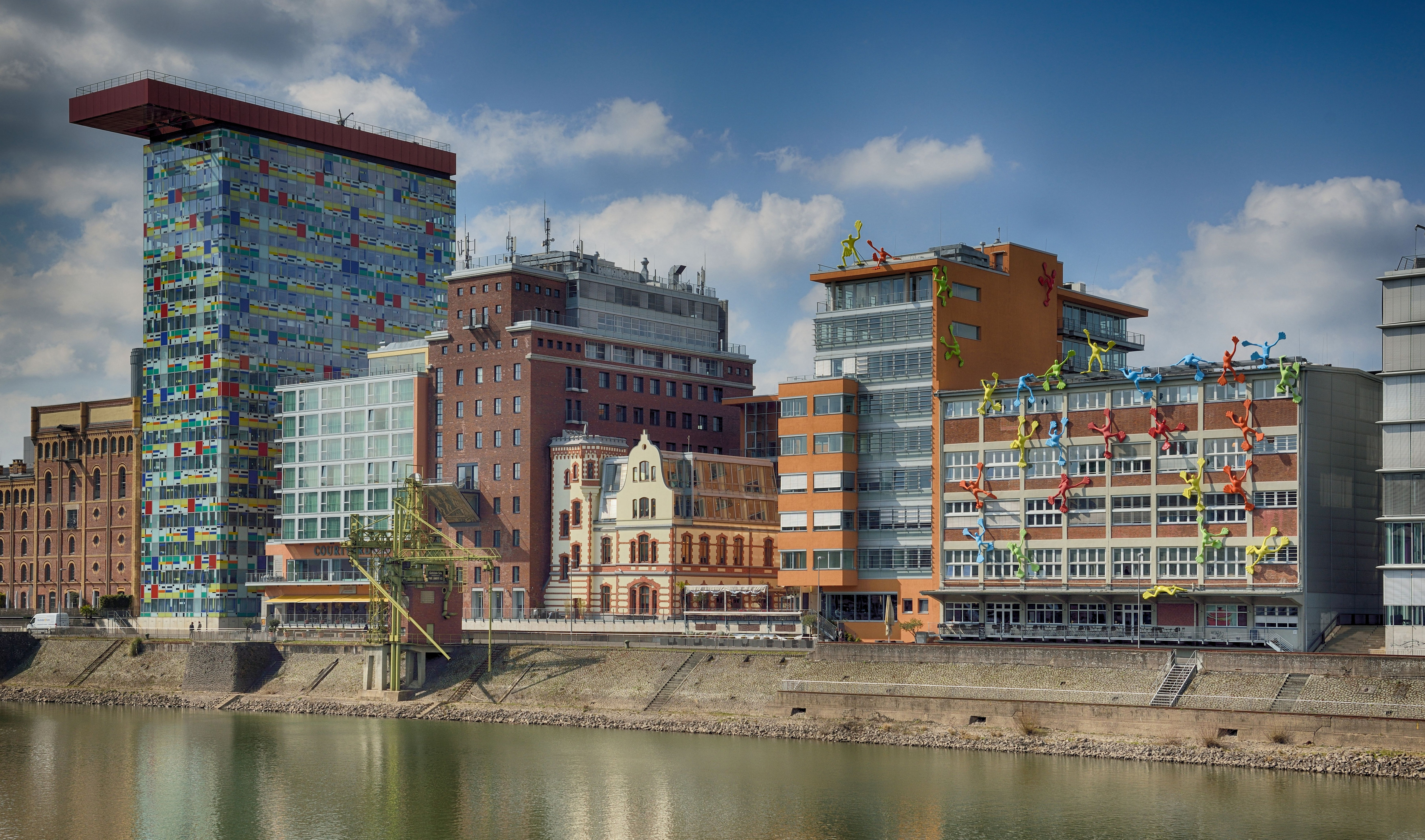
Aan de Medienhafen wisselen oude en nieuwe gebouwen elkaar af.

- Mannesmannwolkenkrabber, Carlstadt, gebouwd 1956 tot 1958
- Thyssen-Haus of Dreischeibenhaus, Stadtmitte, gebouwd 1957 tot 1960
- Düsseldorfer Schauspielhaus, Stadtmitte, gebouwd 1965 tot 1970
- Koepelglashuis in de Botanische tuin
  - Rheinturm, gebouwd 1982, hoogste gebouw van de stad (240,5 m)
  - Landtag van Noordrijn-Westfalen, gebouwd 1980 tot 1988
  - Stadspoort, gebouwd 1992 tot 1998
  - Neuer Zollhof, die "Gehry-Bauten", gebouwd 1996 tot 1999
- Victoria-Turm, gebouwd 1994 tot 1997
- ARAG-Turm, Mörsenbroich, gebouwd 1998 tot 2000
- LTU Arena, Stockum, gebouwd 2002 tot 2004 (gebouwd 1968 tot 1975)
- GAP 15 gebouwd 2005

##### Bruggen

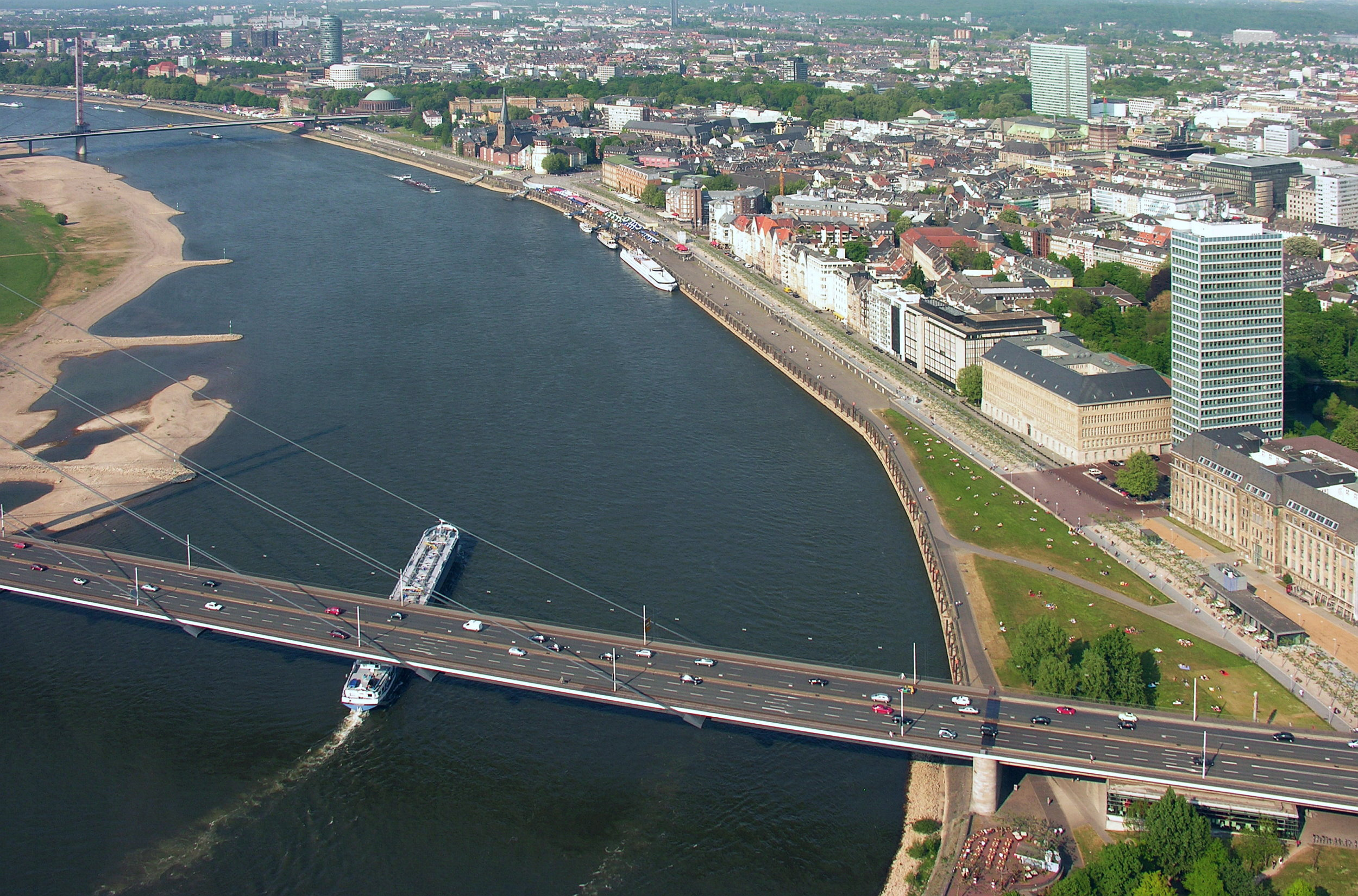
De "Rheinkniebrücke"

- Hammer treinbrug, 1870 gebouwd, 1912 vervangen, 1945 vernietigd, deels weer opgebouwd, 1987 nieuw gebouwd, treinverbinding Düsseldorf-Neuss (niet voor voetgangers en fietsers) gelegen op Rkm 738.
- Oberkasseler brug, 1898 in gebruik genomen, 1925 uitgebouwd, 1945 vernietigd, vanaf 1948 provisorische brug, 1973 vervangen, verbinding van de Altstadt naar Oberkassel
- Joseph-Kardinal-Frings-brug (ouder: Zuidelijke brug / Südbrücke), gebouwd 1929, vernietigd 1945, nieuwbouw 1950 tot 1951, verbinding van Hamm naar Neuss.
- Theodor Heussbrug, gebouwd 1953 tot 1957, verbinding van Golzheim naar Niederkassel
- Rheinkniebrug, gebouwd 1965 tot 1969, verbinding van Friedrichsstadt naar Oberkassel
- Fleher Brücke, gebouwd 1976 tot 1979, verbinding van Bilk naar Neuss-Uedesheim
- Luchthavenbrug, gebouwd 1998 tot 2002, verbinding van Stockum (Messe, LTU Arena) naar Meerbusch

### Winkelcentra

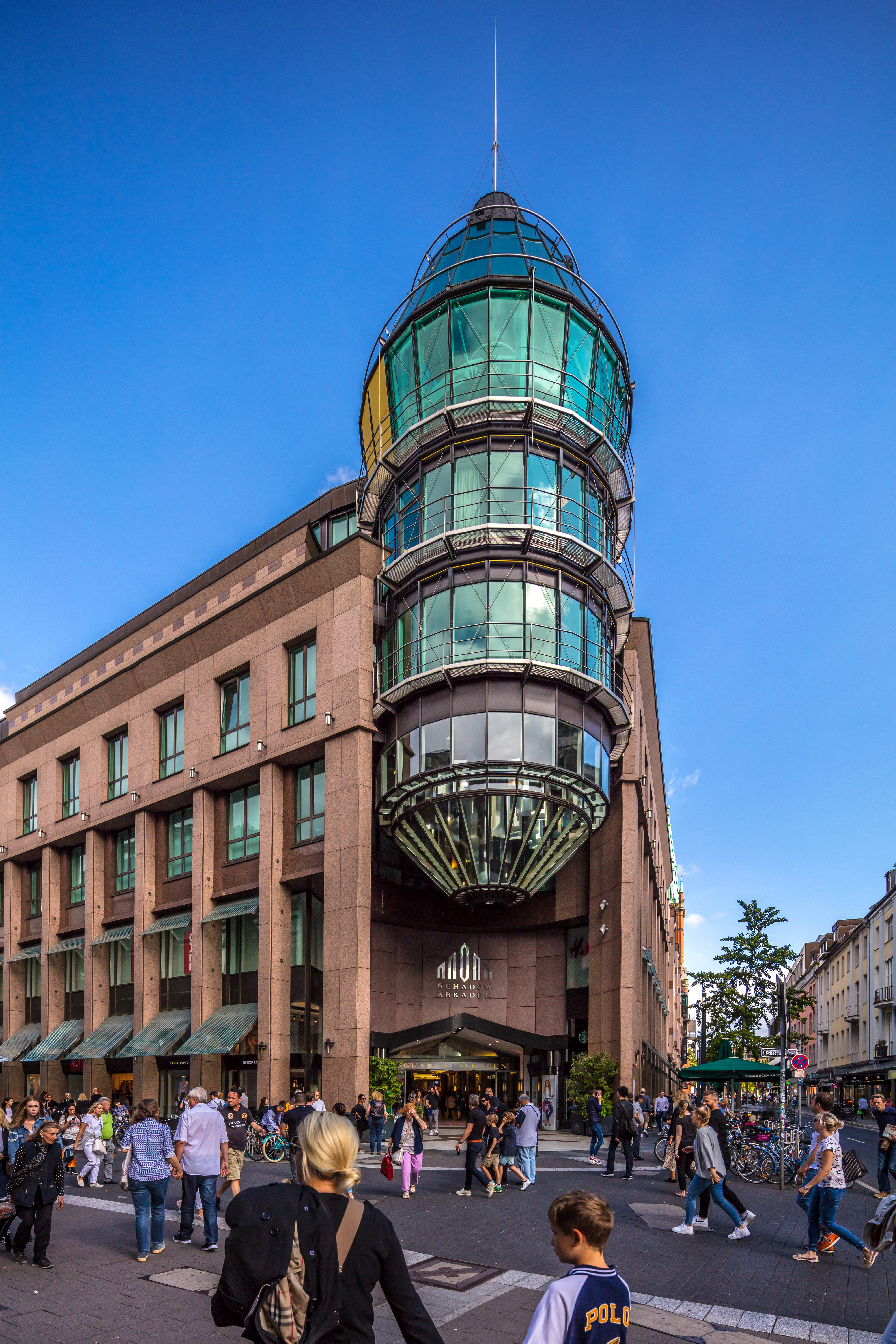
Schadow-Arkaden

- AirportArkaden
- Düsseldorf Arcaden
- Kö-Center
- Kö-Bogen
- Kö-Galerie
- Schadow-Arkaden
- Sevens Center
- Stilwerk

### Parken
| - Botanische tuin van de universiteit - Florapark - Hanielpark - Hofgarten - Kögraben - Lantz'scher Park - Nordpark mit Japanischem Garten - Ostpark - Park bij het Ständehaus - Wildpark im Grafenberger Wald - Unterbacher See | - Haus Unterbach - Park Elbroich / Heyepark - Rheinpark Bilk - Rheinpark Golzheim - Schlosspark Benrath - Schlosspark Eller - Schlosspark Garath - Schlosspark Mickeln - Südpark - Volksgarten - Zoopark |

### Gastronomie
De Altstadt van Düsseldorf wordt wegens de vele kroegen ook de "längste Theke der Welt" (de langste bar van de wereld) genoemd. De specialiteit in en rond Düsseldorf is het ‘Altbier' een bovengegist bier dat vooral in de buurt gebrouwen wordt.

### Tradities
De belangrijkste en waarschijnlijk ook bekendste traditie is het carnaval dat elk jaar zijn hoogtepunt vindt in de optocht met praalwagens op 'Rosenmontag', de maandag voor Aswoensdag.
Verder is een belangrijke gewoonte het houden van schuttersfeesten in verschillende wijken en het grote 'Düsseldorfer Schützenfest' met bijbehorende kermis.

### Muziek

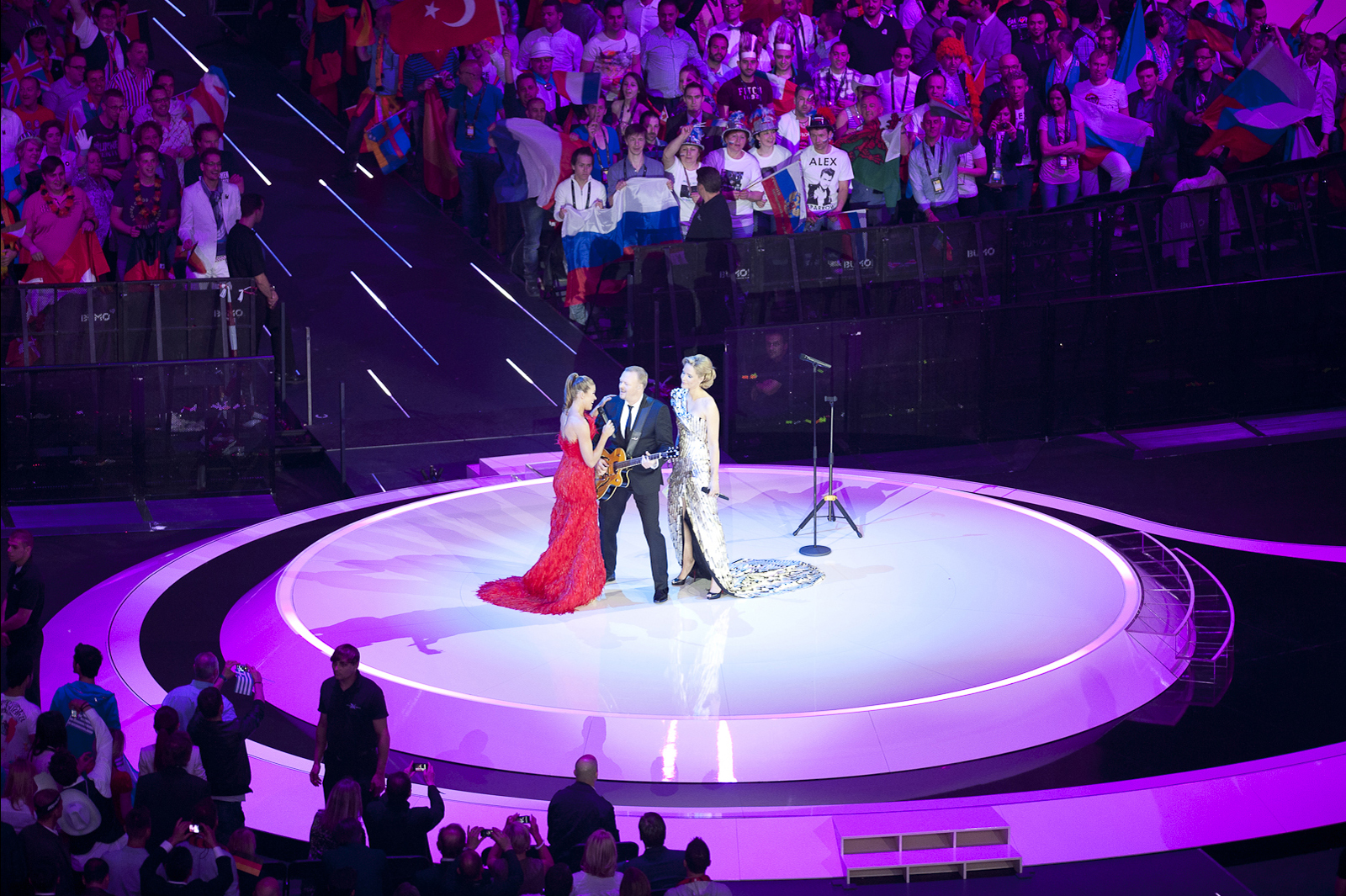
Eurovisiesongfestival 2011

Robert Schumann woonde lange tijd in Düsseldorf en de stad wijdt dan ook jaarlijks een festival aan zijn werk.
Het belangrijkste concertgebouw van Düsseldorf is de Tonhalle Düsseldorf met meer dan 200 opvoeringen per jaar. De Tonhalle is ook de concertzaal van de Düsseldorfer Symphoniker die als concertorkest en als operaorkest van de ‘Deutsche Oper am Rhein’ optreden.
In 1818 is de Städtische Musikverein zu Düsseldorf in het leven geroepen. Deze vereniging organiseerde de eerste van vele muziekfestivals. Deze kregen in de 19e eeuw door medewerking van Felix Mendelssohn Bartholdy en Robert Schumann, beide muzikale directeuren in Düsseldorf, internationale betekenis. De ‚Städtische Musikverein’ kan terugkijken op een onafgebroken muziekhistorie vanaf 1818 tot heden en wordt als dé muzikale ambassadeur van de stad in alle grote concertzalen van Europa gezien.
In 1995 is Jazz in Düsseldorf e.V. opgericht, die in opdracht van het amt jazzconcerten en andere opvoeringen organiseert.
De Figuralchor Düsseldorf e.V. is een belangrijk deel van de klassieke muzieksector.
Maar ook rock- en popmuziek zijn vertegenwoordigd. Düsseldorf is sinds de jaren zeventig een centrum van de elektronische popmuziek. Internationaal bekend zijn Kraftwerk, Neu!, La Düsseldorf en de punkrockbands Deutsch-Amerikanische Freundschaft en Die Toten Hosen.
In 2011 werd in de ESPRIT arena het Eurovisiesongfestival 2011 gehouden. Düsseldorf mocht het festival organiseren ten nadele van Berlijn, Hamburg en Hannover.

### Sport
Bekendste voetbalclub is Fortuna Düsseldorf. Fortuna was in 1933 kampioen van Duitsland en heeft twee keer de DFB-Pokal gewonnen (1979 en 1980). In 1979 haalde de club de finale van de Europacup II, maar verloor tegen FC Barcelona. Het stadion van Fortuna is de Merkur Spiel-Arena, de vervanger van het oude Rheinstadion. Met het Rheinstadion was Düsseldorf speelstad bij het WK voetbal van 1974 en EK voetbal van 1988. In 2024 waren er in de Merkur Spiel-Arena wedstrijden voor het EK voetbal.
In de begindagen van het Duitse voetbal waren Düsseldorfer FC 99 (later SC 99) en Union 05 Düsseldorf, het latere TuRU 1880 Düsseldorf de grote clubs van de stad. Begin jaren twintig verscheen ook Fortuna Düsseldorf ten tonele op het hoogste niveau en werd vanaf midden jaren twintig een topclub, gevolgd door VfL Benrath. Deze laatste bleef succesvol tot aan de Tweede Wereldoorlog. Na de oorlog werd Fortuna de onbetwiste nummer een van de stad. In 1966 speelde de club voor het eerst één seizoen in de Bundesliga en werd daar een vaste waarde van 1971 tot 1992 en opnieuw van 1995 tot 1997. In 2011/12 speelt de club opnieuw in de Bundesliga.
Het succesvolste basketbalteam van Düsseldorf is de Düsseldorf Magics. Het speelt in de tweede basketbaleredivisie.
IJshockeyvereniging DEG Metro Stars is achtvoudig Duits kampioen. In 2006 kon zij voor de eerste keer de Deutscher Eishockey-Pokal en het vicemeesterschap binnenhalen. De ISS Dome, het nieuwste ijshockeystadion van het team werd in 2007 ingehuldigd en is gelegen in de wijk Rath. Düsseldorf was in 1975 en 1983 gastheer van het WK ijshockey.
Een andere wintersport wordt in de buurgemeente Neuss bedreven waar de indoorskibaan Skihalle Neuss zich bevindt.
In Düsseldorf zijn er drie hockeyclubs: de Düsseldorfer Sport Club (DSC), de Deutscher Sportverein Düsseldorf (DSD) en de grootste de Düsseldorfer Hockey Club (DHC). Alleen de DHC speelt op hoger niveau. Op het veld in de 2e eredivisie en in de hal in de 1e eredivisie. Tweejaarlijks wordt er op DSD een vierlandentoernooi gespeeld onder de naam Düsseldorf Masters, waar vier landen zich voorbereiden op een groot internationaal titeltoernooi.
Tafeltennisclub Borussia Düsseldorf was meermaals kampioen van Duitsland was. Daarnaast 20 nationale titels, 17 keer Deutsche Pokalsieger, zes keer de Europapokal der Landesmeister en drie keer de ETTU-beker won. Bij de wereldkampioenschappen voor clubs konden zij de derde plaats behalen. De club wordt wel als de meest succesvolle sportclub van Düsseldorf gezien. 'Gewone' tennisclubs zijn talrijk in Düsseldorf, maar clubs met enig niveau zijn de ‘Rochusclubs’ wiens heren en de 'TC Benrath' wiens dames in de eerste eredivisie spelen.
De handbalclub HSG Düsseldorf bereikte in 2004 de eredivisie.
Er zijn twee Düsseldorfse Americanfootballclubs: de Düsseldorf Panther en Rhein Fire. De laatste speelde in de opgeheven NFL Europe.
Honkbal wordt in Düsseldorf alleen maar op laag niveau gespeeld. De ‘Düsseldorf Senators’ is een voormalig eredivisieteam dat nu speelt in lagere liga's.
De dansclub 'TD TSC Düsseldorf Rot-Weiß' behaalde bij de formatiedans meerdere Europese en wereldtitels en behoort tot de top tien van Duitse danssportclubs.
In 2017 startte wielerkoers Ronde van Frankrijk in Düsseldorf. De tijdrit werd er gewonnen door de Brit Geraint Thomas.

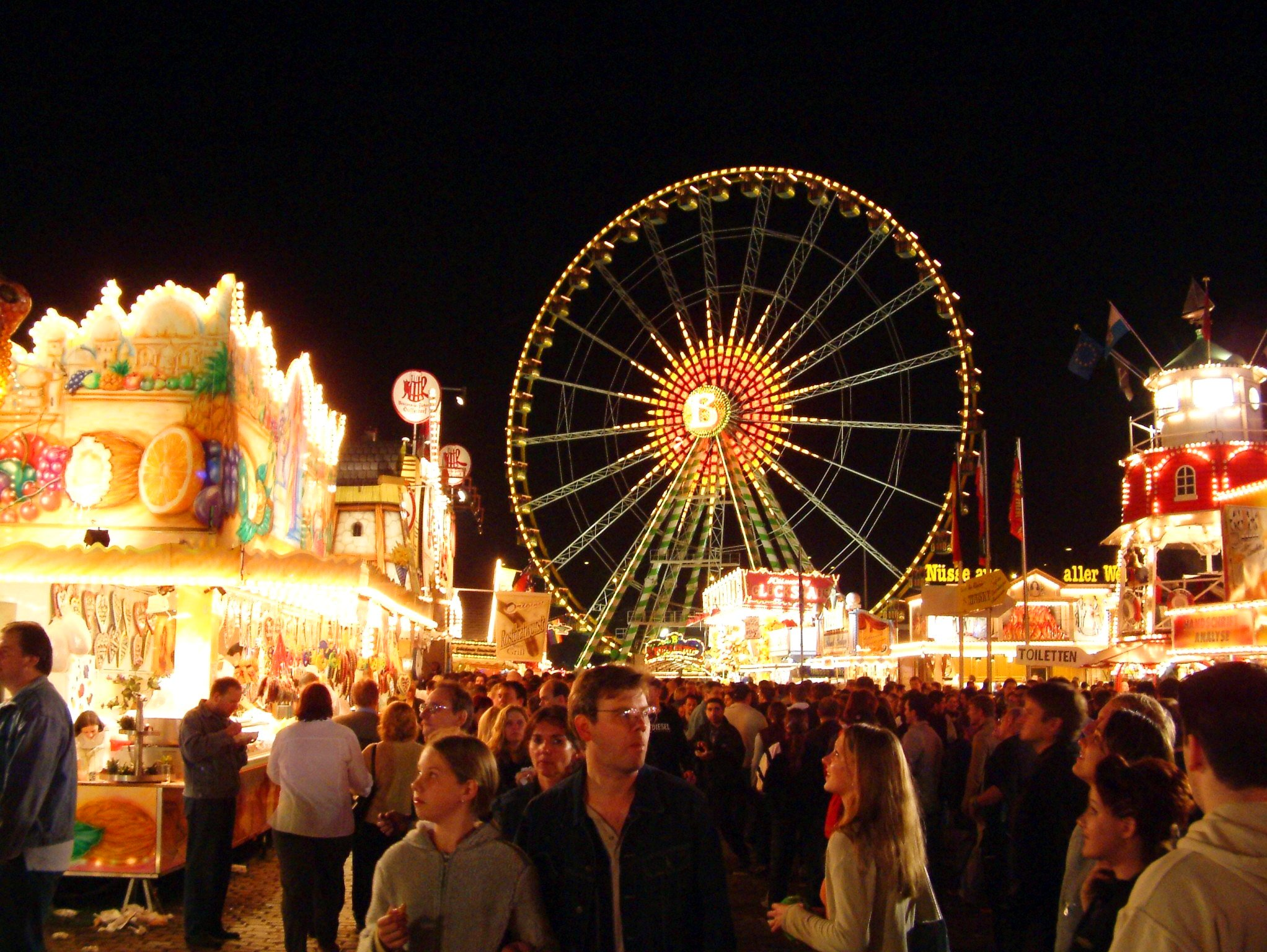
Grootste kermis aan de Rijn

De volgende sportevenementen vinden jaarlijks in Düsseldorf plaats:
- World Team Cup (tennis)
- Metro-Group-Marathon
- Ski-Langlauf-wereldcup
- Jeugdvoetbaltoernooi van de BV04
- Fietsrennen rond de Kö
- Kö-loop
- International Novice Youth competition (Synchroonzwemmen)

### Evenementen
| - januari - Die boot – Watersportbeurs (Messe Düsseldorf) - februari - 'Carnaval' - 'Weiberfastnacht' – de vrouwen nemen het stadhuis in - grote Rosenmontagszug - maart - 'ProWein' – Internationale beurs voor wijn en sterkedranken ProWein (Messe Düsseldorf) - april - De nacht van de musea - mei - Düsseldorf-Marathon, ook METRO Group Marathon genoemd - schuttersfeesten met kermis in haast alle wijken - schilders en pottenbakkersmarkt - CSD Düsseldorf - Japan-dag met groot Japans vuurwerk - juni - Musicfestival in kasteel Benrath - Boekenwandeling op de Kö - Schumann-Feest - Düsseldorfer Jazz-Rally - juli - ‘Schützen- en Heimatfest’ met kermis aan de Rijn - Frankenheim Open-Air-Bioskoop - einde van juli begin augustus minivoetbaltoernooi met meer dan 90 clubs - augustus - ‘Benrather Biermarkt’ (bier uit de hele wereld) | - september - Kasteel Benrath: muziekfestival '‘Mondschein-Träume’' - Schilder- en pottenbakkermarkt - Internationale Kö-Loop – Duitslands grootste city-loop - ‘Altstadtherbst Kulturfestival’ - ‘Erntedankfest’ in Urdenbach (1e zondag na de 29ste september) - oktober - seizoenbegin van de FIS-wereldbeker van Skilanglauf - november - St.-Martin-optochten met lantaarns en liederen - Martinslauf in Hassels – grootste Volksloop in Düsseldorf - Begin van de Carnavalstijd – ‘Hoppeditz-Erwachen’ op 11-11, 11.11 uur. - december - ‘Adventsmarkt’ op 1e advent in Benrath - Nicolaas- en Kerstmarkten in de Altstadt, de Schadowstraße, de Schadowplatz, de Nordstraße en in sommige andere wijken - Vodafone – ‘Kö on Ice’ |

## Infrastructuur

### Verkeer
Naast de luchthaven Düsseldorf International, die tot de grootste van Duitsland behoort, is de stad ook verbonden met een Rijnhaven via een net van waterwegen. Tachtig kilometer noordwestelijk van de stad ligt het vliegveld Weeze, in gebruik bij goedkope luchtvaartmaatschappijen als Ryanair.
Het stedelijke gebied van Düsseldorf is door de volgende snelwegen omgeven:
- A 44 Aken-Velbert (noorden)
- A 52 Essen-Roermond, (noorden)
- A 46 Heinsberg-Hagen (zuiden)
- A 59 Knooppunt Düsseldorf-Süd-Bonn, (zuiden)
- A 57 Keulen-Nijmegen (westen)
- A 3 Keulen-Arnhem (oosten).

Verder lopen de Bundesstraßen ‘B 1’, ‘B 7’, ‘B 8’, ‘B 228’ en ‘B 326’ door de stad.
Voor goederenvervoer is Düsseldorf inmiddels geen knooppunt meer, nadat het rangeerterrein Düsseldorf-Derendorf gesloten en afgebroken is.
Düsseldorf is de enige stad in Duitsland waar de verkeerslichten voor voetgangers een aparte geelfase hebben. Het gele signaal wordt door een rechthoekige gele balk weergegeven.

### Openbaar vervoer
Düsseldorf heeft het centrale Düsseldorf Hauptbahnhof en Düsseldorf Flughafen. Het eerste station wordt door alle reizigerstreinen bediend. Daarnaast wordt Düsseldorf bediend door verschillende RegionalExpressen, waaronder die van Venlo naar Hamm en vanuit Arnhem. Regionale (stop)treinen bedienen de 22 S-Bahn-Stations alsmede het station Düsseldorf-Benrath.
De stad heeft een dicht net van lightrailverbindingen, tram- en buslijnen. Het openbaar streekvervoer wordt onderhouden door de Rheinbahn AG, de Regiobahn GmbH en de Deutsche Bahn. Er zijn twee regionale U-bahn/tramlijnen: één naar Krefeld en één naar Duisburg, een stad met een eigen tramnet. Alle regionale lijnen (met uitzondering van IC, EC en ICE-treinen) zijn inbegrepen in de prijs van de vervoersbewijzen afgegeven door het Verkehrsverbund Rhein-Ruhr (VRR).

## Onderwijs en wetenschap
- Heinrich Heine-Universiteit – is in 1907 als academie voor de praktische geneeskunde gesticht en in 1965 tot universiteit verklaard. Haar huidige naam heeft ze sinds 1988.
- Fachhochschule Düsseldorf – gesticht in 1971.
- Kunstacademie Düsseldorf – deze Kunstacademie is 1773 gesticht en was in de 19e eeuw de belangrijkste van haar soort.
- Studiecentrum van de Fachhochschule für Oekonomie & Management.
- Robert-Schumann-Hochschule – komt voort uit het in 1935 gestichte ‘Robert-Schumann-Konservatorium’ en de ‘Staatliche Hochschule für Musik Rheinland’. 1987 samengevoegd
- ‘Max-Planck-Institut für Eisenforschung GmbH’ (onderzoek aan ijzer/Max-Planck-Gesellschaft)

## Media
In Düsseldorf zijn studio’s van de publieke omroepen WDR en ZDF gevestigd. Uit Düsseldorf komen daarnaast de programma’s van NRW.TV (een commerciële zender) en QVC (teleshopping). Verder is de DFA in Düsseldorf actief.
De dagbladen van Düsseldorf zijn de Rheinische Post, de Westdeutsche Zeitung, de Neue Ruhr Zeitung en de boulevardkrant Express. Van deze vier heeft alleen de Rheinische Post zijn hoofdredactie in Düsseldorf. Van de andere drie verschijnt er in Düsseldorf een plaatselijke editie. Ook het financiële dagblad Handelsblatt en het weekblad Wirtschaftswoche zijn in Düsseldorf gevestigd.
Wekelijks worden het Düsseldorfer Amtsblatt, de Düsseldorfer Anzeiger en de Rheinbote uitgebracht.

## Religies
Düsseldorf maakt van oudsher deel uit van het aartsbisdom Keulen en viel onder het aartsdiakonaat (bestuurseenheid van meerdere decanaten) van het domdecanaat. Ook al kon de reformatie de overmacht krijgen, toch bleven altijd katholieken in de stad. Zij behoorden tot 1627 bij het decanaat Neuss en sindsdien kreeg Düsseldorf een eigen decanaat. Er leven nu nog circa 205.000 katholieken, ongeveer 36 procent van de bevolking.
Vanaf 1527 kon zich de reformatie doorzetten. Dit kwam vooral door het reformkatholicisme van Willem V van Beieren. Er volgde de eerste stichting van een lutherse gemeente. Dat veranderde in 1571 met een ommekeer aan het hof, waarna protestanten weer onderdrukt werden. Pas vanaf 1609 konden zij hun godsdiensten weer in het openbaar houden. Na een verdere periode van onderdrukking door de katholieke heerser Wolfgang Willem van Palts-Neuburg kwam het vanaf het midden van de 17e eeuw tot groei van de lutherse kerk.

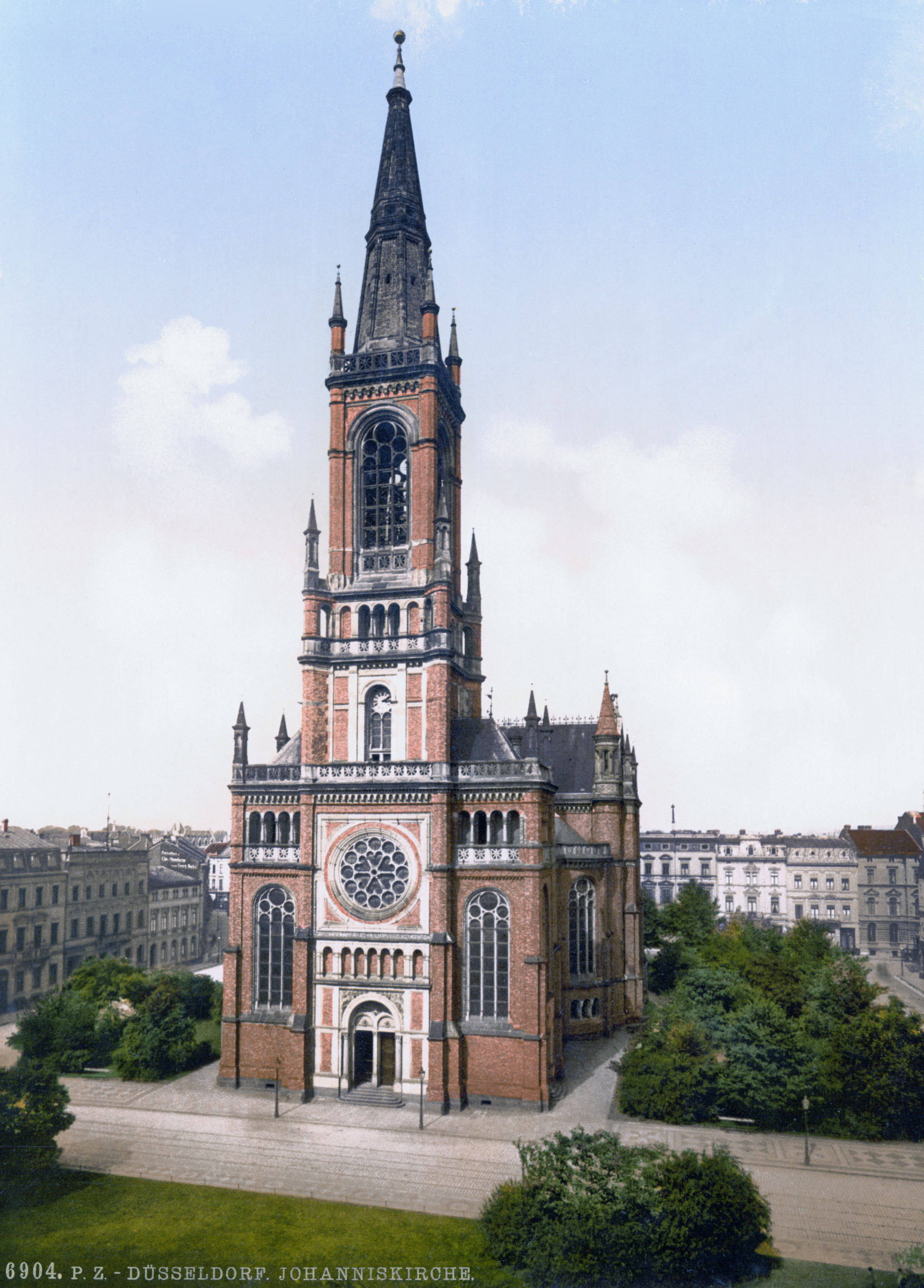
Johanneskirche in 1900

In 1683 konden gereformeerde gemeenten hun eerste kerk bouwen, die in 1916 de naam Neanderkirche kreeg.
Voortdurende groei leidde tot de bouw van verdere kerken, onder andere zijn dat de:
- Johanneskirche (Martin-Luther-Platz (1881)),
- Christuskirche (1899)
- Friedenskirche (1899)
- Matthäikirche (1899)
- Kreuzkirche (1910)

Tot de Evangelisch-Lutherse Kerk in Düsseldorf behoren inmiddels drie kerkdistricten onder de landskerk (Landeskirche) Evangelische Kirche im Rheinland.
Verdere vertegenwoordigde kerken in Düsseldorf zijn:
- Anglicaanse Kerk
- Apostolische Gemeinschaft
- Christliches Zentrum Düsseldorf (Pinkstergemeenten)
- Evangelisch-Freikirchliche Gemeinde (Baptisme)
- Evangelisch-Lutherische Kirche (SELK)
- Evangelisch-Methodistische Kirche (Methodisten)
- Freie Evangelische Gemeinde
- Leger des Heils
- Evangelische Broedergemeente
- Jesus-Haus-Gemeinde
- Oudkatholieke Kerk
- Oosters-orthodoxe Kerk
  - Grieks-orthodoxe Kerk
  - Russisch-orthodoxe Kerk
  - Roemeens-orthodoxe Kerk
  - Servisch-orthodoxe Kerk
  - Koptisch-orthodoxe Kerk
  - Oekraïens-orthodoxe Kerk
- Nieuw-apostolische kerk
- De Christengemeenschap
- Kerk van Jezus Christus van de Heiligen der Laatste Dagen (Mormonen)
- Joodse gemeente met synagoge in Derendorf met 7319 leden.

## Bekende personen uit Düsseldorf
- Lijst van personen uit Düsseldorf
- Ereburgers van Düsseldorf

### Artiesten uit Düsseldorf
- Die Toten Hosen (1981-heden), Duitse Punk-Rock band
- Kraftwerk (1970-heden), Duitse grondleggers van de elektronische muziek
- Marius Müller-Westernhagen
- Neu!
- La Düsseldorf
- Deutsch-Amerikanische Freundschaft
- Propaganda (band)

## Gemeentelijke onderscheidingen
Düsseldorf kent een aantal onderscheidingen, namelijk:
- Ereburgerschap
- Heinrich-Heine-Preis sinds 1972 alle drie, vanaf 1981 alle twee jaar aan "persoonlijkheden die door hun geestelijke scheppingen met betrekking tot de grondrechten van de mens, waarvoor Heinrich Heine zich heeft ingezet, de sociale en politieke vooruitgang bevorderen, de verstandhouding tussen de volkeren dienen of het besef van de samenhorigheid van alle mensen vermeerderen". De uitreiking vindt plaats op 13 december, de verjaardag van de dichter.
- Große Ehrenring
- Jan-Wellem-Ring
- Verdienstplakette.